# Campo de rugby Las Terrazas
Le Campo de rugby Las Terrazas, ou plus simplement Las Terrazas, est un stade de rugby situé à Alcobendas, en Espagne.
Ce stade est le domicile des équipes du Club Alcobendas Rugby et des Gatos de Madrid.  Il accueille la División de Honor, la Liga Superiberica et le Challenge européen.